# 外山光輔
外山 光輔（とやま みつすけ/みつつね）は、幕末の公家。外山家8代当主。

## 経歴
山城国京都で勘解由次官・外山光親の二男として誕生。嘉永5年3月12日（1852年4月30日）に元服し昇殿を許され、宮内大輔に任じられた。
明治3年4月（1870年5月）東京で皇居内番参勤となるが、同年7月に辞任し京都に戻った。その後、国事への参画を願うも実現せず、また、王政復古後の物価の騰貴、政府高官の洋風化などに反発し、愛宕通旭と提携して政権の刷新を画策し同志を募った。明治4年3月6日（1871年4月25日）京都で挙兵の密議を行ったことが発覚し、翌7日に同志21名と共に捕縛された（二卿事件）。同年12月3日に自尽を命ぜられた。

## 系譜
- 父：外山光親
- 母：不詳
- 妻：不詳
  - 男子：外山光曁（子爵）[2]